# Łysomice (przystanek kolejowy)
Łysomice – przystanek kolejowy, a dawniej stacja w Łysomicach na linii kolejowej nr 207, w województwie kujawsko-pomorskim.

## Ruch pasażerski

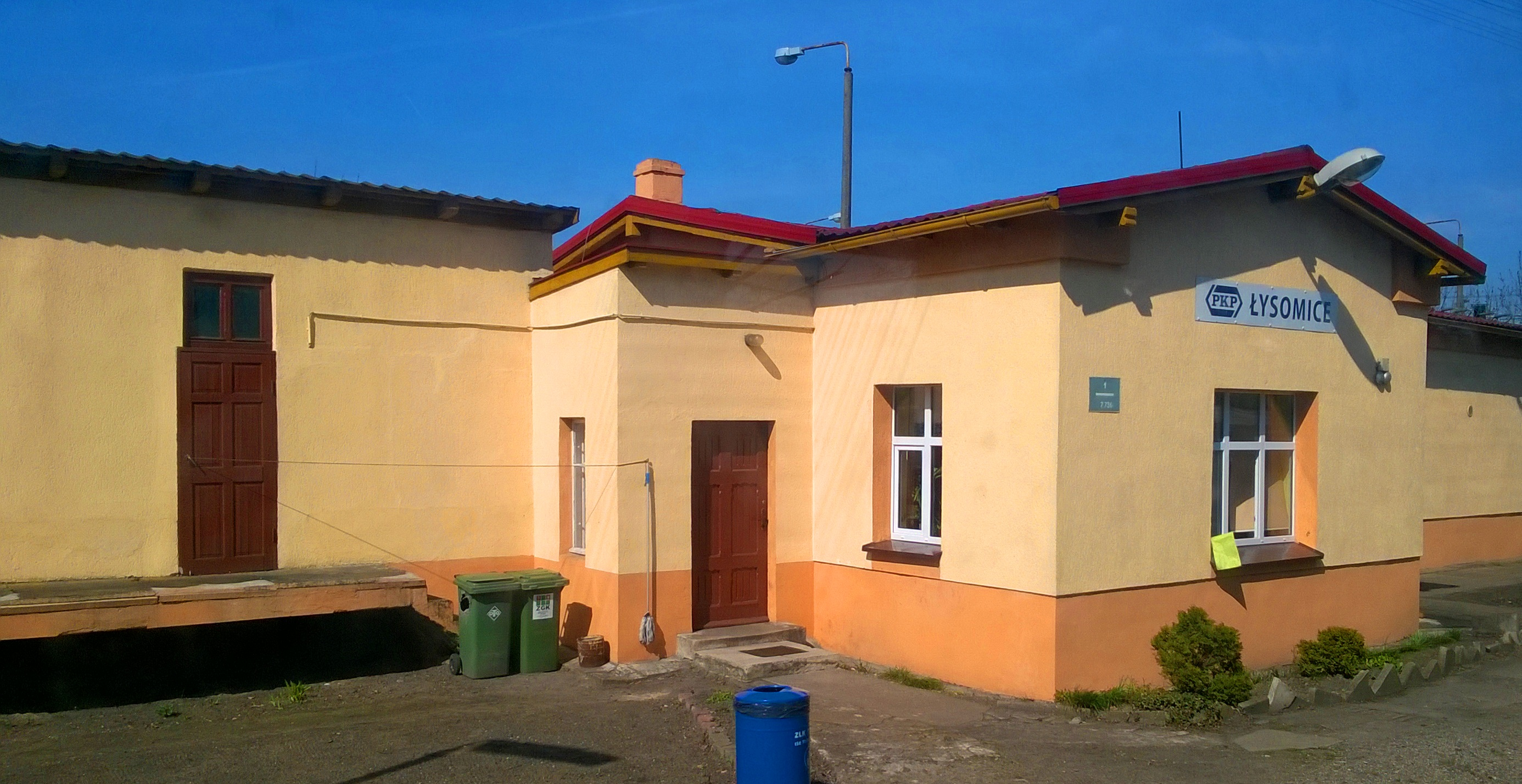
Budynek stacyjny

| Rok  | Wymiana pasażerska na dobę |
| ---- | -------------------------- |
| 2017 | 50-99                      |
| 2022 | 50-99                      |

.